# تاریخ شیر شاهی
تاریخ شیر شاهی متعلق به سال 1580 میلادی، یک اثر تاریخی است که توسط عباس خان سروانی نوشته شده. این اثر یک واقعه‌نویسی است که تحت فرمان اکبر شاه، امپراطور مُغُل، گردآوری شده است و جزئیات حکومت شیر شاه سوری را شرح داده. این کار توسط اکبر به منظور تهیه اسناد دقیق در مورد دولت شیر شاه انجام شد که توانسه بود همایون، پدر اکبر، را در جنگی شکست داده و قلمرو او را فتح کند. 
عباس کتاب تاریخ شیر شاهی را با استفاده از سبک فرهنگ محلی هندی-افغانی خود و نه به سبک و زبان فارسی استاندارد در آن زمان، نوشت. 